# J'S THEME
「J'S THEME」は、春畑道哉が1992年に発表した1枚目のシングル、および1993年に発表したミニ・アルバム。

## 概要
シングルのサブタイトルに「Jリーグ・オフィシャル・リーグ・テーマ・ソング」とあるように、収録されたいずれの楽曲も、リリース翌年の1993年に開幕した日本プロサッカーリーグ（Jリーグ）の公式テーマソングとして制作された楽曲であり、開幕当初は試合会場で様々な場面においてBGMとして多用されている。いずれも、春畑のギターを前面に押し出したインストゥルメンタルナンバーとなっている。なお、バラードナンバーである1曲目の「J'S THEME」と3曲目の「J'S BALLAD」はアレンジ違いの同一曲である。
春畑にソニー・ミュージックエンタテインメントの担当プロデューサーから楽曲製作の依頼があったのは1992年4月末頃のことで、オファーを快諾しつつも、サッカーどころとして知られる東京都町田市出身ながらサッカーとの接点がほとんど無かった春畑は、サッカーに関するレクチャーを受け、初代Jリーグチェアマンとなった川淵三郎から『Ｊリーグが続く限り、永遠に流れる曲だから』との熱い思いを聞き、作曲に取り組んだという。
ギターによるインストゥルメンタルナンバーながら、約30万枚を売り上げるヒットになった。
川淵は元々、メジャーリーグにおける『私を野球に連れてって』のような「みんなに長く歌い継がれていく歌」を想定していたと言うが、音楽関係者のアドバイスを受けてインストゥルメンタルにすることを了承。1993年5月15日のJリーグオープニングマッチであるヴェルディ川崎vs横浜マリノスの試合に先駆けて行われたオープニングセレモニーにて、同じTUBEのメンバーである前田亘輝による君が代の独唱（国歌独唱。スポーツに関するセレモニーでは日本初）と共に、春畑による生演奏での「J'S THEME」が披露された。
ミニ・アルバムは「Jリーグ開幕記念アルバム」として作成されたもので、「J's Suite」は「J'S THEME」を10分ほどの組曲形式に仕立てたもの。そのほかにも衛星放送のサッカー番組（番組名不詳）のテーマなどに用いられた楽曲を含めている。
Jリーグ発足から25周年となる2018年、廃盤となっていた8センチシングルおよびミニアルバム収録曲をリマスタリングしたJリーグ25周年記念アルバム『J'S THEME 〜Thanks 25th Anniversary〜』が8月22日にリリースされることが発表され、『J'S THEME』をリアレンジ・再レコーディングした『J'S THEME（Jのテーマ）25th ver.』がJリーグ発足日である5月15日から先行配信されている。アーティスト写真及びCDのブックレットに収められる写真、さらには「25th ver.」の公式ミュージックビデオは、春畑の出身地・町田市をホームタウンとするJリーグ・FC町田ゼルビアのホームスタジアムである町田市立陸上競技場で撮影されている。

## 収録内容

### CDシングル
- 品番：SRDL-3563
- 全曲　作曲・編曲：春畑道哉

1. J'S THEME（Jのテーマ） - 4:48
2. BORN TO WIN - 3:47
3. J'S BALLAD（Jのバラッド） - 5:00

レコーディングメンバー
- 春畑道哉 - ギター
- 松原秀樹 - ベース
- 小野塚晃（DIMENSION） - キーボード
- 長谷部徹 - ドラム
- 生沢佑一（TWINZER） - コーラス

### アルバム
- 品番：SRCL-2748
- 全曲　作曲・編曲：春畑道哉

1. Going For Goal![7]
2. J'S Serenade （Jのセレナーデ）
3. Future Of J
4. J'S Suite （Jの組曲）

レコーディングメンバー
- 春畑道哉 - ギター
- 池田大輔 - シンセサイザー
- 小野塚晃（DIMENSION） - ピアノ、シンセサイザー
- 沓野行秀（Riding） - パーカッション
- 生沢佑一（TWINZER） - コーラス
- 牧穂エミ - コーラス
- 長谷部徹 - ドラム
- 松原秀樹 - ベース

## タイアップ
J'S THEME <Jのテーマ>
- Jリーグ・オフィシャル・リーグ・テーマ・ソング